# Valenki
Les valenki (en russe : валенки ; au singulier валенок, valenok (m)) sont des bottes en feutre non cousues originaires de Russie.
Traditionnellement, les valenki préservent les pieds du froid ; toutefois, notamment en contexte industriel, ils peuvent aussi servir à les protéger d'une forte chaleur.
Leur nom actuel est issu du russe, mais l'objet semble bien antérieur : des découvertes archéologiques montrent que des vêtements similaires étaient portés dans l'Altaï aux IVe et IIIe millénaires av. J.-C.

## Nom
Le mot valenki (валенки) vient de valianié (валяние), qui signifie « foulage ».

## Description
Les valenki sont des bottes de feutre d'une seule pièce, sans couture. Le feutre protège aussi bien du froid que de la chaleur, et est en outre un matériau efficace pour évacuer l'humidité corporelle, tout en étant perméable à l'air.

## Histoire
Bien que traditionnellement associée à la Russie, la botte en feutre est en réalité bien antérieure et vient probablement d'Asie centrale. Des découvertes archéologiques effectuées dans les années 1980 dans la région de l'Altaï montrent que des chaussures de feutre étaient déjà utilisées par les peuples turciques. La chaussure pima des tribus mongoles est sans doute également une de ses antécédentes ; c'est la Horde d'or qui l'introduit dans l'actuelle Russie européenne. Toutefois, du XIIIe au XVIIIe siècle, la botte en feutre reste un objet réservée à l'élite,.
Au XVIIIe siècle, la popularité des valenki s'accroît : ils se répandent en premier lieu chez les vieux-croyants, qui créent de nouvelles techniques de production, notamment de feutrage sans couture. Ces techniques donnent aux valenki leur forme définitive et permettent d'en industrialiser la fabrication. Toutefois, si les valenki se démocratisent, ils restent relativement chers et les familles qui en possèdent plus d'une paire sont considérées comme aisées.
Durant la Grande Guerre patriotique, la température descend sur certains champs de bataille à −50 °C ; à cette température, tous les soldats soviétiques sont équipés de valenki, ce qui leur permet de résister mieux au froid que les soldats de la Wehrmacht.

Représentations historiques de valenki
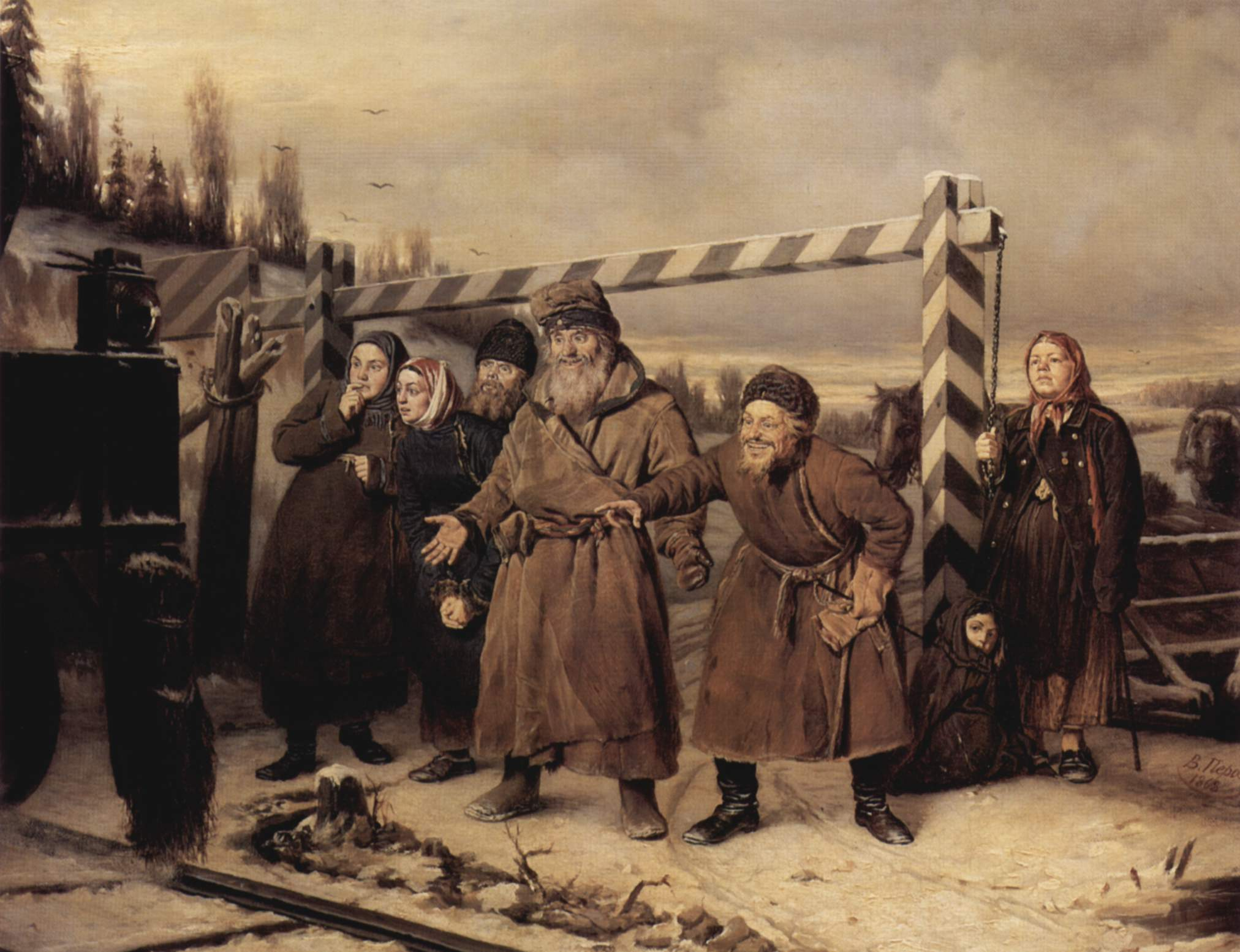
Tableau de Vassili Perov daté de 1868 ; l'homme au centre porte des valenki.
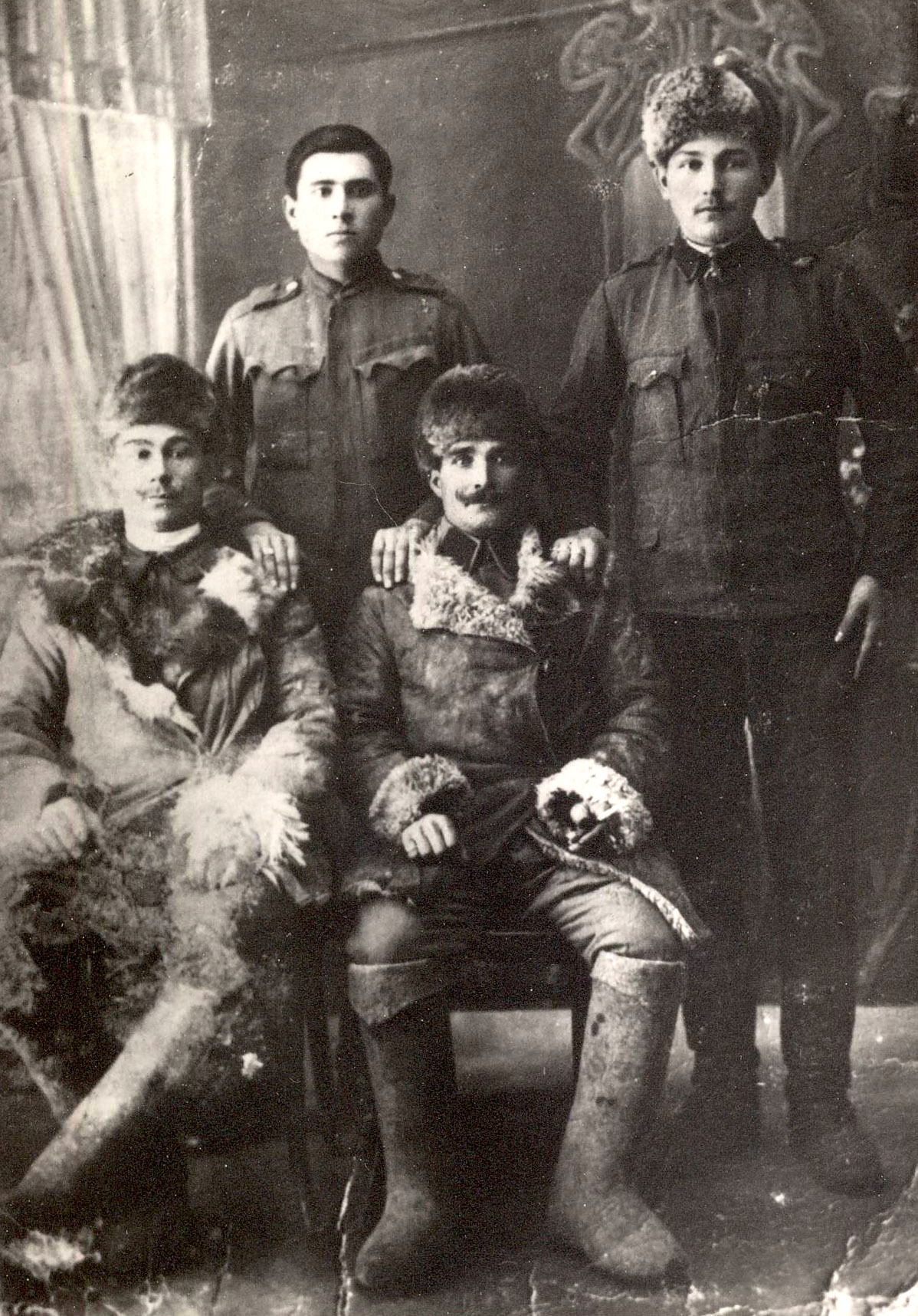
Participants roumains de la Révolution russe en 1917 ; l'homme assis au centre est chaussé de valenki.
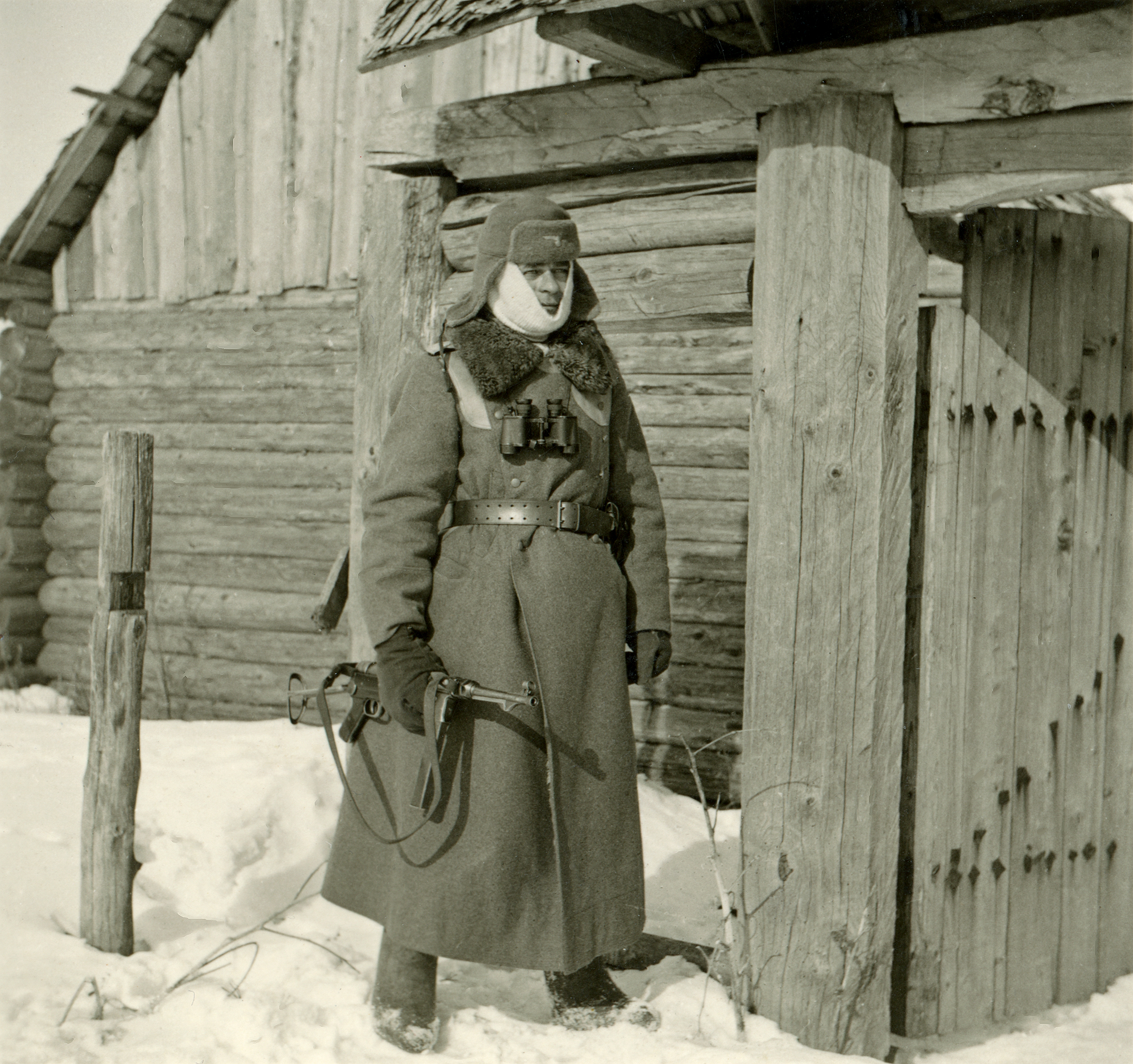
Soldat allemand de la Wehrmacht chaussé de valenki pris sur un cadavre russe.

## Production
En 2018, la Russie compte 35 usines de fabrication de valenki ; les procédés industriels utilisent notamment de l'acide et du colorant. Toutefois les valenki les plus appréciés sont ceux qui sont fabriqués artisanalement, qui ne contiennent pas d'intrant chimique, sont plus souples et plus résistants au froid.

La fabrication des valenki
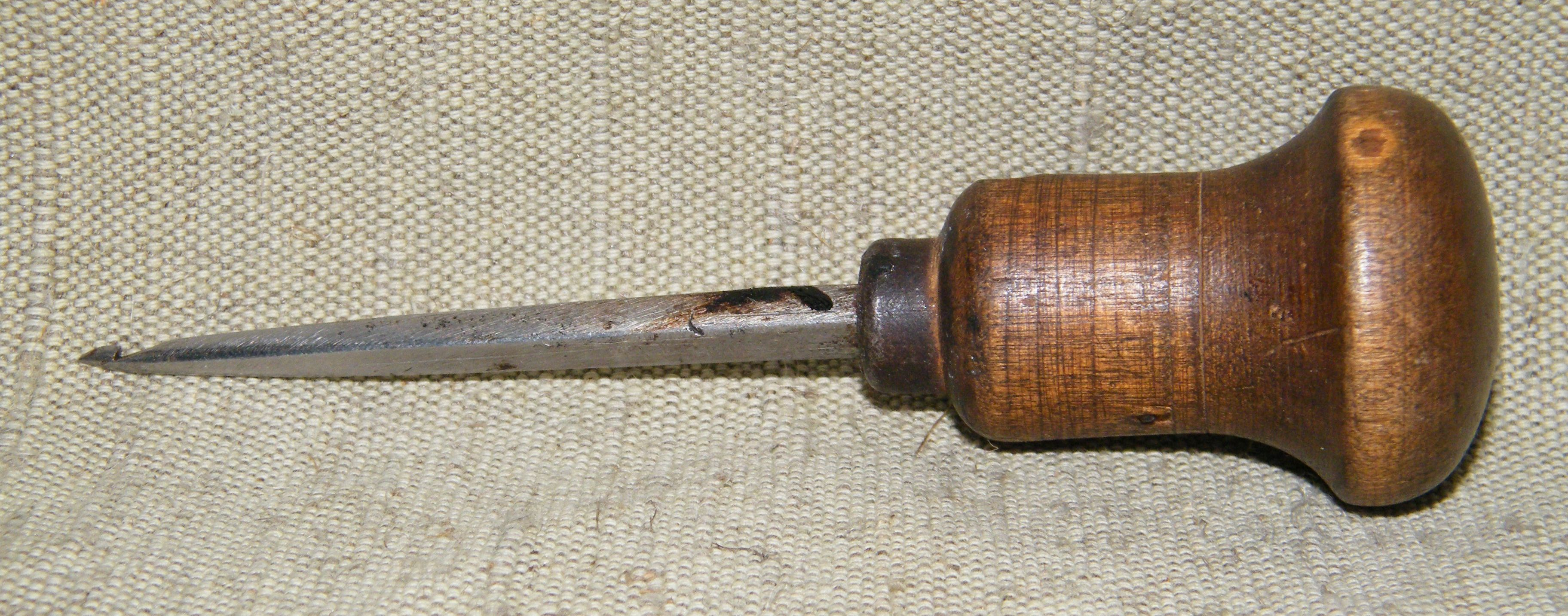
Crochet de couture utilisé pour la fabrication de valenki.
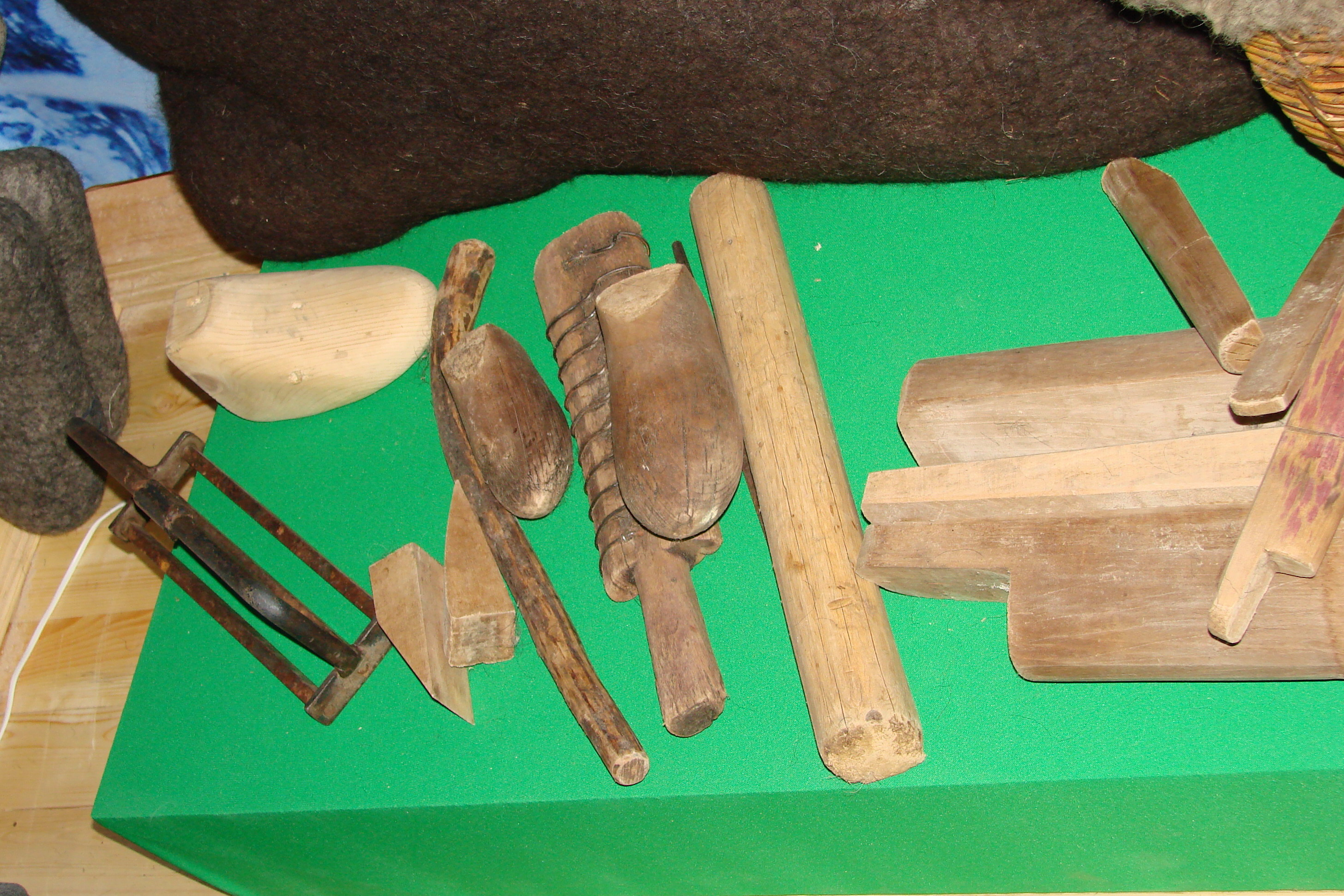
Autres outils utilisés pour la confection de valenki.

Environ cinq millions de paires de valenki sont fabriquées annuellement en Russie.

## Mode et culture
Après la chute du communisme, les valenki deviennent également des accessoires de mode, certains montant jusqu'à la cuisse ou étant équipés de talons hauts.

Fonction esthétique des valenki
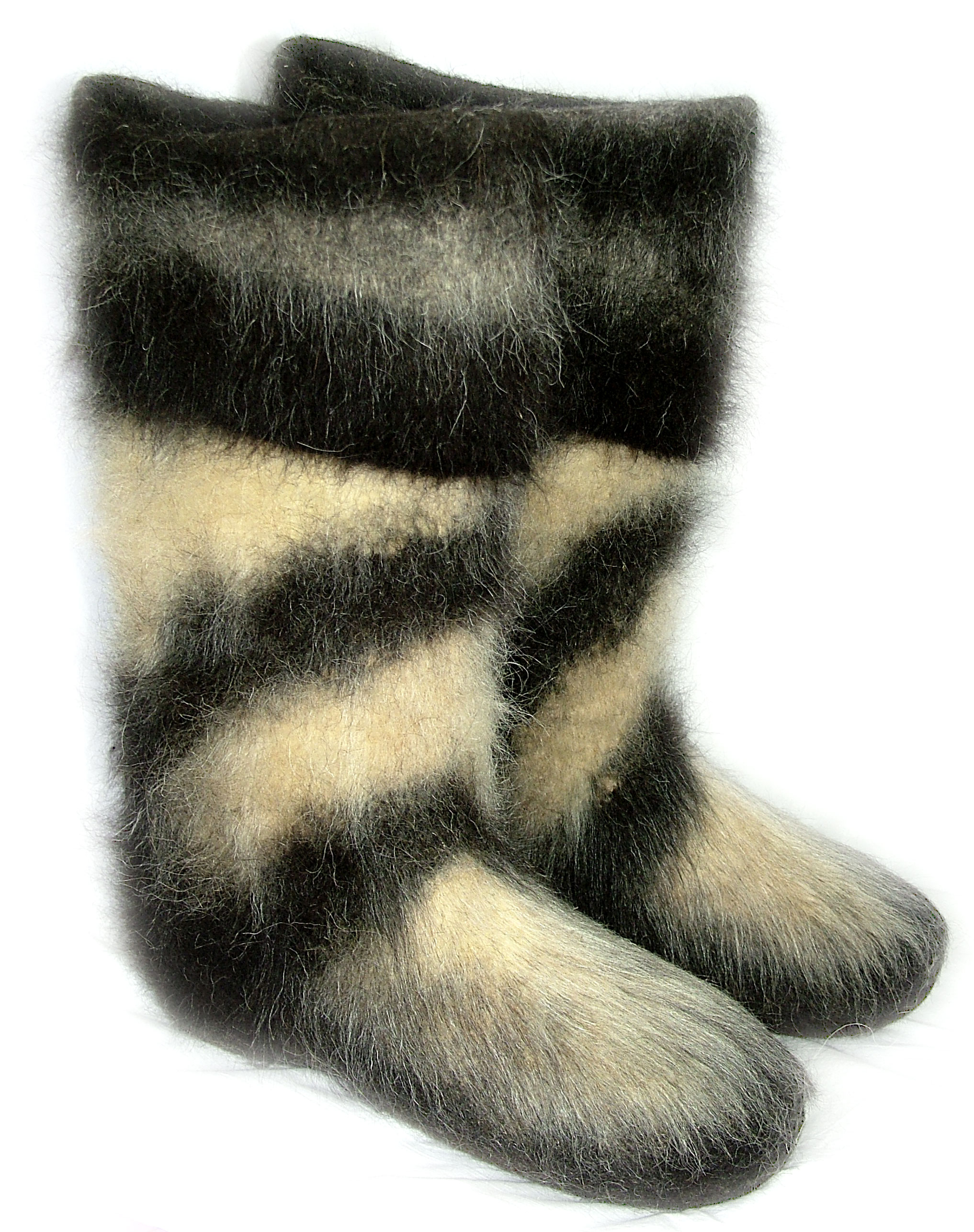
Valenki masculins taille 46.
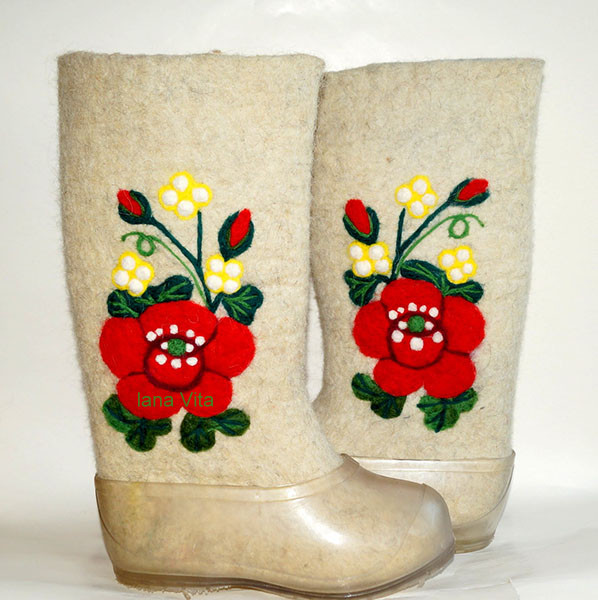
Des valenki décorés de broderies.
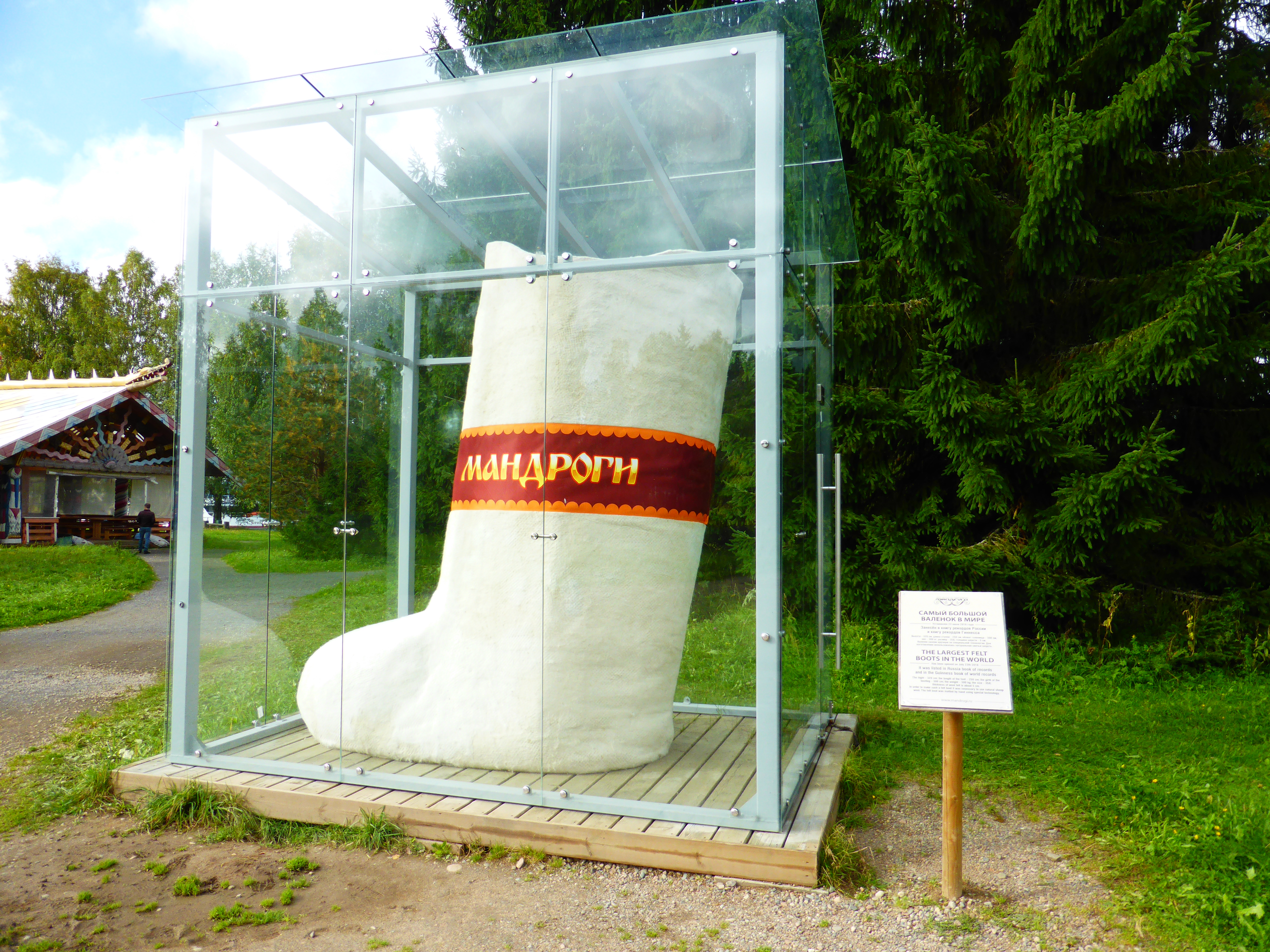
Le plus grand valenok du monde, exposée à Verkhnie Mandrogui.

Les valenki ont inspiré une célèbre chanson traditionnelle russe, également intitulée Valenki, rendue extrêmement populaire en Russie par Lidia Rouslanova.